# Ptiloglossa pallipes
Ptiloglossa pallipes is een vliesvleugelig insect uit de familie Colletidae. De wetenschappelijke naam van de soort is voor het eerst geldig gepubliceerd in 1908 door Heinrich Friese.